# Resseliella clavula
Resseliella clavula är en tvåvingeart som först beskrevs av Beutenmuller 1892.  Resseliella clavula ingår i släktet Resseliella och familjen gallmyggor.
Artens utbredningsområde är New York. Inga underarter finns listade i Catalogue of Life.